# Mike Timlin
Pour les articles homonymes, voir Timlin.
Michael August Timlin (né le 10 mars 1966 à Midland, Texas, États-Unis) est un joueur américain de baseball. Ce lanceur de relève évolue depuis 1991 dans les Ligues majeures de baseball. Il a porté les couleurs de six formations, notamment les Blue Jays de Toronto et les Red Sox de Boston, et est présentement agent libre.
Il a fait partie de quatre équipes championnes de la Série mondiale et détient le record pour le plus grand nombre de manches lancées en saison régulière par un lanceur de relève droitier. 

## Carrière
Repêché par Toronto en cinquième ronde du repêchage du baseball en 1987, Mike Timlin fait ses débuts avec les Blue Jays en 1991.
Il a remporté la Série mondiale en 1992 et 1993 avec les Blue Jays, puis avec les Red Sox de Boston en 2004 et 2007. Parmi les joueurs actifs dans les majeures, il est le seul à avoir remporté 4 séries mondiales avec des équipes autres que les Yankees de New York.
Le 15 septembre 2008, dans un match contre les Rays de Tampa Bay, il est devenu le lanceur de relève droitier ayant lancé le plus grand nombre de manches dans les ligues majeures en lançant dans une 1050e manche, surpassant un record de Kent Tekulve.
À la fin de la saison 2008, il est 7e dans l'histoire du baseball pour le nombre de matchs joués par un lanceur, avec 1058, et deuxième parmi les lanceurs toujours en activité derrière Mike Stanton (1178 parties jouées après la saison 2008).